# Elecciones generales de Santa Lucía de 1982

Los resultados por porcentajes de votos por distritos electorales en las elecciones de Santa Lucía en 1982.

Elecciones generales tuverion lugar en Santa Lucía el 3 de mayo de 1982. El resultado fue una victoria para el Partido Unido de los Trabajadores de Santa Lucía, el cual obtuvo catorce de diecisiete escaños. La participación electoral fue de 66,9%.

## Resultados
| Partido                                          | Votos  | %    | Escaños | +/–   |
| ------------------------------------------------ | ------ | ---- | ------- | ----- |
| Partido Unido de los Trabajadores de Santa Lucía | 27 252 | 56,2 | 14      | +9    |
| Partido Progresivo Laborista                     | 13 133 | 27,1 | 1       | Nuevo |
| Partido Laborista de Santa Lucía                 | 8 122  | 16,7 | 2       | –10   |
| Votos en blanco/nulos                            | 1 083  | –    | –       | –     |
| Total                                            | 50 384 | 100  | 17      | 0     |
| Electores registrados/participación              | 75 343 | 66,9 | –       | –     |
| Fuente: Nohlen                                   |        |      |         |       |